# Igreja Matriz de Santo Estêvão

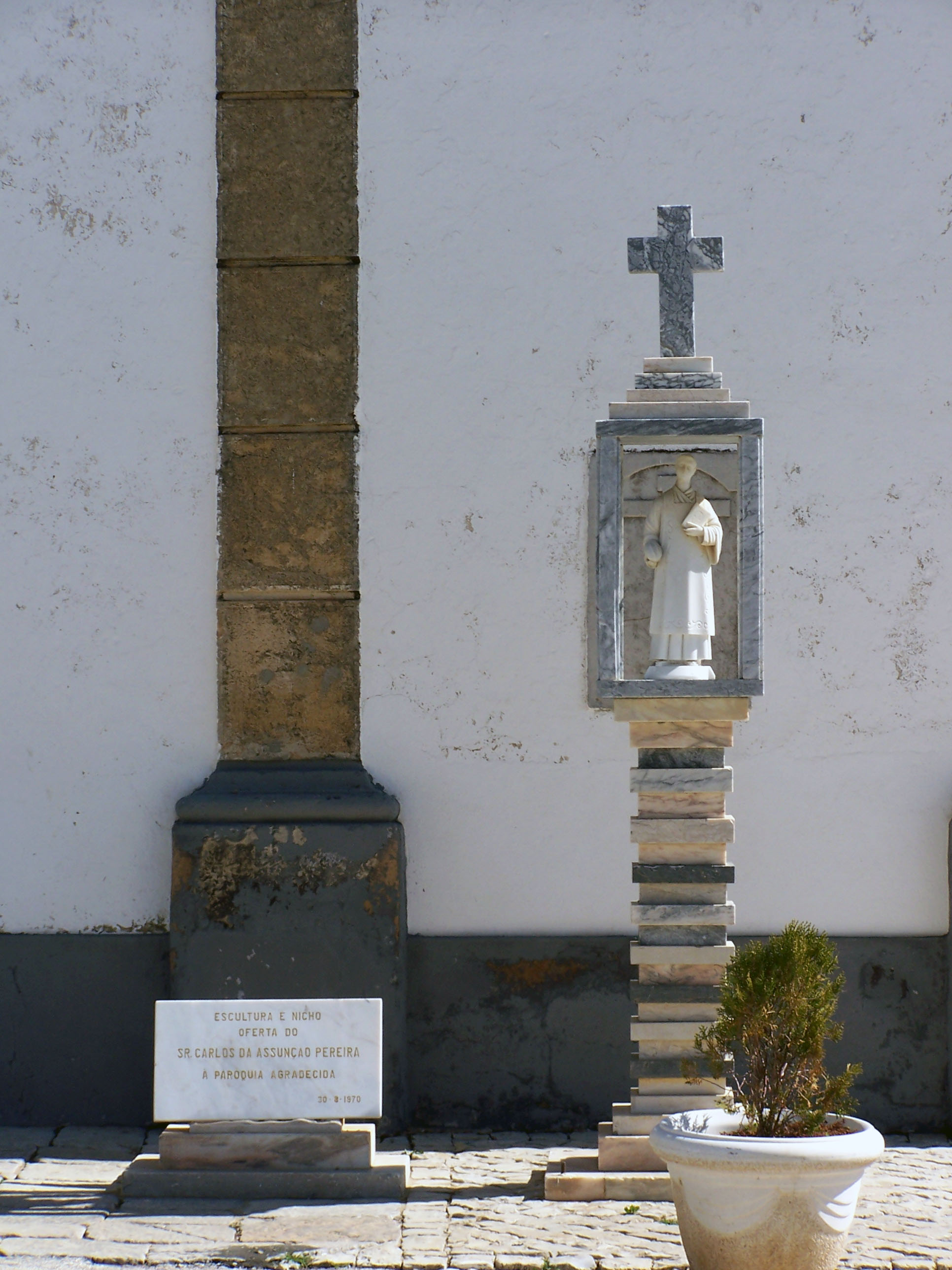
Pormenor da igreja

A Igreja Matriz de Santo Estêvão fica situada na antiga freguesia de Santo Estêvão (atual União das Freguesias de Luz de Tavira e Santo Estêvão), do Município de Tavira.
A data da sua construção não é certa, mas esta igreja terá origem numa ermida medieval. No século XVIII, cerca de 1707, foi mandada reconstruir pelo Bispo D. António Pereira da Silva. No século XIX, a fachada principal é remodelada, datando o portal principal de 1903.
De uma única nave, a igreja tem uma capela-mor e quatro capelas laterais. O retábulo da capela-mor, da autoria de José da Costa, apresenta o orago da igreja, Santo Estêvão, e pinturas em marmoreado, utilizando a técnica trompe-l'oeil.